# Enrico Bocci
Enrico Guido Bocci nome di battaglia Placido (Fabriano, 28 giugno 1896 – 18 giugno ? 1944) è stato un avvocato, partigiano e antifascista italiano, Medaglia d'oro al valor militare per l'impegno nella Resistenza.
Il giorno della morte non è ancora sicuro. Si hanno notizie di Bocci fino al 18 giugno 1944. Il suo corpo non fu più trovato. Sulla sparizione della salma... "molte ipotesi e congiutture sono state fatte"- si legge nella sentenza d'appello del processo- "ma non fu mai possibile sciogliere questo mistero a causa dell'ostinato e inqualificabile silenzio degli imputati... ed oggi ancora è ignoto dove riposano le ossa di quel Grande".

## Biografia
Nato a Fabriano, nelle Marche, figlio di Decio e Bruna Antonucci, studiò inizialmente a Firenze, arruolandosi volontario nel Regio Esercito durante la prima guerra mondiale, e combattendo come sottotenente di complemento nell'artiglieria e poi come bombardiere, venendo decorato con una Medaglia di bronzo al valor militare. Durante il corso del conflitto contrae malattie che lo debiliteranno per tutta la vita (malaria e reumatismi cui seguiranno problemi cardiaci). Nel dopoguerra, a Firenze, si apre il Circolo di Cultura, primo nucleo di antifascismo, in contrasto con lo squadrismo fascista subito dilagante, e Bocci è fra i frequentatori del Circolo.
Nel 1921 si laurea in legge a Roma e inizia l'attività di procuratore. Insegna nelle scuole medie ad Arezzo e Pistoia prima di passare all'Istituto Tecnico Commerciale di Firenze, Istituto Duca d'Aosta, presso il quale è oggi a lui intitolata la sala della Presidenza.

### Italia libera
Fece parte dei fondatori del gruppo fiorentino di Italia libera, fra cui Carlo e Nello Rosselli, Luigi Rochat, Dino Vannucci, Nello Traquandi. La prima riunione si tenne nel 1924 nel proprio studio di via dei Ginori a Firenze.
"Chi si iscrive a L'Italia Libera non deve aspettare né onori né prebende", era scritto nelle regole, e così fu per tutti gli aderenti che gettarono le basi del futuro Partito d'Azione.
Molte le persecuzioni per gli antifascisti, a Firenze: molta gente in prigione o al confino, studi, circoli, associazioni distrutte, molti i bastonati, gli uccisi (fra gli altri, i fratelli Rosselli massacrati dai fascisti in Francia); ma Bocci continua, coraggiosamente, dal suo studio a tessere la tela per una rivolta morale, per procurare documenti al movimento clandestino e ai perseguitati razziali, "non per odio, né disprezzo, ma amore per la giustizia e la libertà".
Sempre nel 1924 era a casa dei fratelli Rosselli, con Traquandi e Salvemini, per la fondazione del Non Mollare, quotidiano clandestino di opposizione al regime.

### Radio CORA
Scoppia la seconda guerra mondiale. Tedeschi e fascisti rastrellano l'Italia, gli alleati hanno bisogno di informazioni per accelerare la loro avanzata. Bocci organizza a Firenze nella primavera del 1944 il servizio Radio CORA (Commissione Radio) che fornisce informazioni sulla linea tedesca di difesa sull'Appennino, e poi sul traffico ferroviario, il passaggio e la dislocazione di truppe, i mezzi e i materiali tedeschi, e anche quelle per lanci di uomini e armi, per procurare documenti da fare arrivare al di là delle linee nemiche.
Nel marzo le trasmissioni venivano effettuate da un edificio di via La Farina distrutto nel bombardamento dell'11 del mese. Il giorno seguente Bocci superò le transenne, evidentemente scambiato per un ingegnere del Comune, e, messosi a cercare, rinvenne la radio, che riuscì a mettere in salvo.
Si scelse come nuova postazione il terzo piano di un palazzo al civico 12 di Piazza d'Azeglio. Bocci era generalmente affiancato, tra gli altri, da Ragghianti, Campolmi e Gilardini, assieme ai quali dettava i messaggi alla segretaria Gilda La Rocca. Nella soffitta Luigi Morandi si occupava di trasmettere il segnale.

### La prigionia
Alle otto di sera del 7 giugno il gruppo di Bocci fu scoperto. Ferito a morte il radiotelegrafista Luigi Morandi (morirà in ospedale), tutti gli altri vengono arrestati: Gilda La Rocca, Carlo Campolmi, Guido Focacci, Gianfranco Desiderio Gilardini (detto Franco), Italo Piccagli e Bocci, trasferiti e torturati a Villa Triste in via Bolognese, sede nazista e del Reparto Servizi Speciali, tristemente noto per la ferocia del suo capo Mario Carità. La Rocca, Campolmi e Gilardini si salveranno scappando successivamente durante il trasferimento in Germania da Fossoli. Focacci sopravvive a Mauthausen dove viene condotto assieme al giovane figlio del maggiore Martini esponente del CTLN (non trovando Martini, che era riuscito a scappare, i fascisti arrestarono la moglie, la figlia e il ragazzino, ed è quest'ultimo che è inviato nel Lager. Focacci riuscirà a riportarlo a casa togliendosi il pane di bocca). Piccagli verrà fucilato il 12 giugno a Cercina assieme a quattro di cinque soldati paracadutati a Prato con delle trasmittenti, a un giovane rimasto sconosciuto e ad Anna Maria Enriques Agnoletti, prelevata dal carcere (dove era rinchiusa per attività antifascista, ma che non faceva parte del gruppo Co. Ra).
Bocci è seviziato per giorni – per mantenerlo in vita gli faranno iniezioni di cardiotonici – ma nessuno dei suoi aguzzini riuscirà a farlo parlare. Il suo cadavere verrà fatto scomparire dai nazisti in fuga (in una data incerta di giugno) e non sarà ritrovato.

## Il ricordo

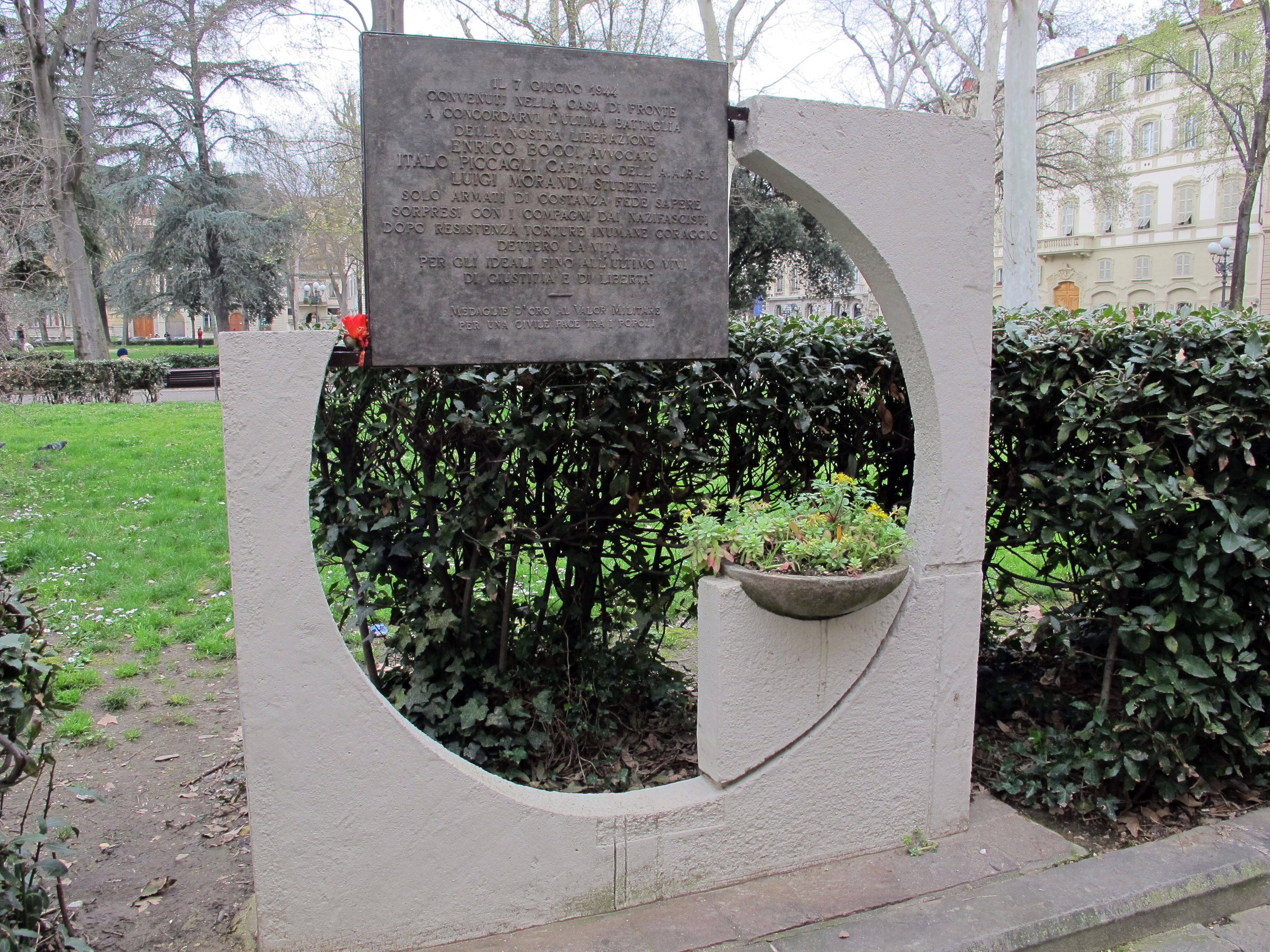
Monumento a Firenze

Placido, nome di battaglia di Bocci, venne ricordato da Piero Calamandrei nel processo contro gli aguzzini di Villa Triste, i quali non rivelarono mai il luogo della sepoltura e non furono condannati per "sopravvenuta amnistia" (gli armadi della vergogna, trovati a Roma nel 1994, parlano anche di questo).
Ricordando agli avvocati d'Italia, in un discorso tenuto a Palazzo Vecchio il 5 novembre 1947 alla presenza del presidente della Repubblica Enrico De Nicola, il collega Bocci e altri uccisi dai nazifascisti, Calamandrei dettò, riferendosi a Bocci, una sorta di motto resistenziale rimasto famoso:
Soffrire, morire, ma non tradire.
A Enrico Bocci e ai compagni è dedicato un monumento in piazza d'Azeglio a Firenze.